# Jules Sedney

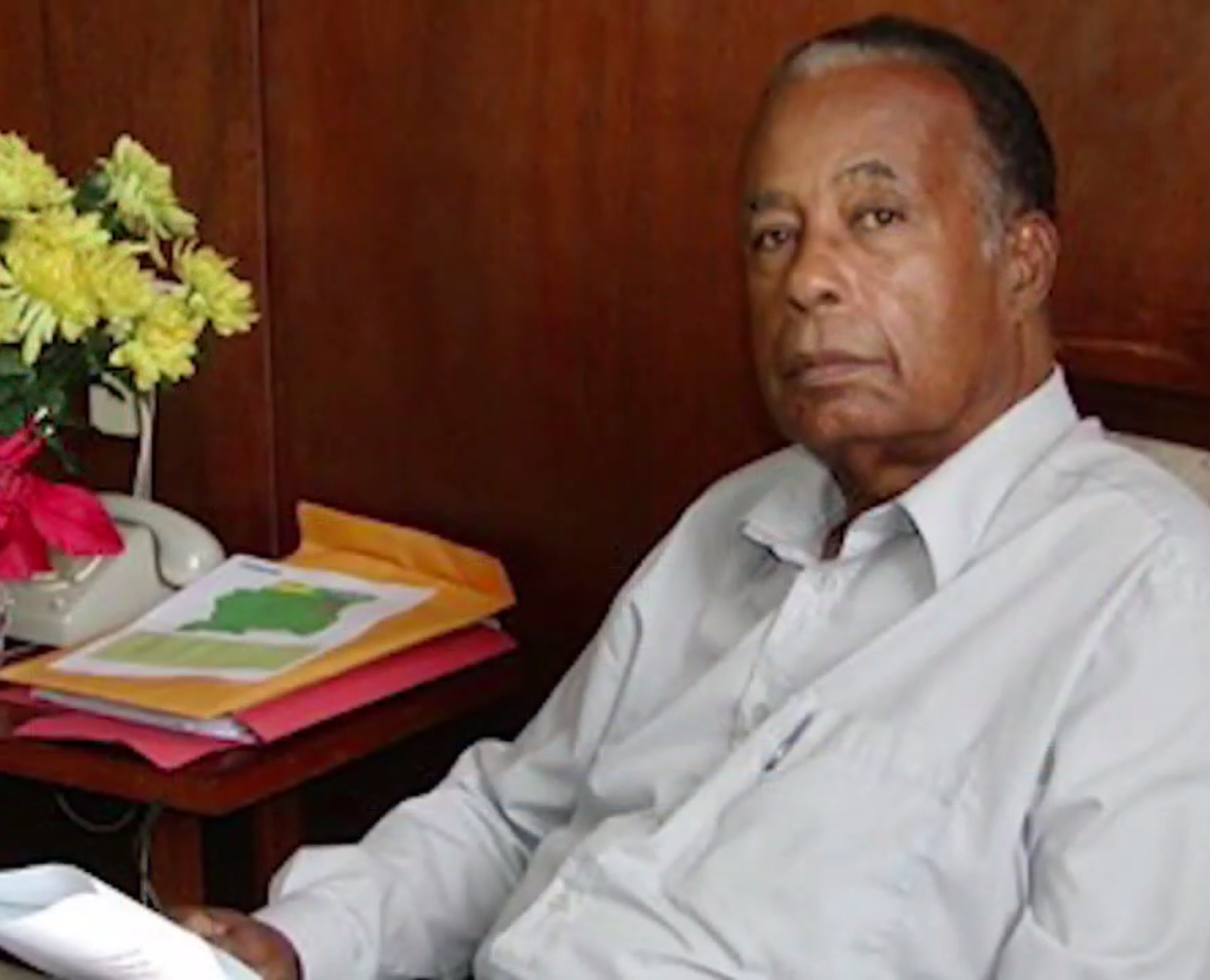
Jules Sedney

Jules Sedney (* 28. September 1922 in Paramaribo; † 18. Juni 2020 ebenda) war ein surinamischer Politiker.

## Leben
Sedney studierte Volkswirtschaftslehre an der Universiteit van Amsterdam. Während seines Studiums war er außerdem Mitglied der 1919 in Amsterdam gegründeten Vereniging Ons Suriname, der „Vereinigung Unser Suriname“. Nach seiner Promotion im Jahre 1956 kehrte er nach Suriname zurück und trat bei der Zentralbank von Suriname (CBvS) in Dienst.
Nach den Parlamentswahlen am 25. Juni 1958 wurde er für die Nationale Partij Suriname (NPS) Finanzminister im Kabinett-Emanuels. Das Ministeramt bekleidete er bis zu den Neuwahlen am 25. März 1963. 1963 wurde Sedney Präsident der im selben Jahr gegründeten Nationalen Entwicklungsbank (NOB: Nationale Ontwikkelings Bank).
Nachdem der mit der politischen Richtung seiner Partei unzufriedene NPSer Just Rens 1967 die kreolische Progressieve Nationale Partij (PNP) gegründet hatte, schloss sich auch Sedney dieser Partei an. Bei den Wahlen am 15. März 1967 errang die PNP drei Sitze im Parlament, die von Rens, Sedney und A.J.A. Quintus Bosz eingenommen wurden.
Nach den Wahlen am 24. Oktober 1969 zog Sedney erneut für die PNP in das Parlament und wurde von den Abgeordneten zum Premierminister (20. November 1969 bis 24. Dezember 1973) gewählt. Außerdem übernahm er das Ministerium für Allgemeine Angelegenheiten. Nachdem bei den Neuwahlen am 1. November 1973 die PNP nicht genügend Stimmen für einen Parlamentseinzug erhalten hatte, endeten hiermit auch seine Ämter als Premier und Minister.
Im Jahre 1980 wurde Sedney Präsident der Zentralbank von Suriname. Als Folge eines Konfliktes mit Desi Bouterse im Jahre 1983 reichte er die Kündigung ein und zog in die Niederlande. Erst im Jahre 1989 kehrte er in sein Geburtsland zurück.
Jules Sedney starb im Alter von 97 Jahren in Paramaribo.

## Schriften
- Het werkgelegenheidsaspect van het Surinaamse tienjaren plan, Amsterdam 1955 [Dissertation]
- Kiezen en delen: kritische analyse van het kiesstelsel en inrichting van de staat, Paramaribo 1980
- De toekomst van ons verleden. Democratie, etniciteit en politieke machtsvorming in Suriname, VACO Publishers N.V., Paramaribo 1997 [3. überarbeitete Aufl., Paramaribo 2017, ISBN 978-99914-0-109-6][3]